# أزمة دين
أزمة الدين هو مصطلح عام يستخدم لانتشار الدين العام الهائل بالنسبة لعائدات الضرائب خاصة بالإشارة إلى دول أمريكا اللاتينية خلال الثمانينيات وإلى الولايات المتحدة والاتحاد الأوروبي منذ منتصف الألفية الثانية.

## أزمات الديون الحالية والحديثة

### أوروبا
- أزمة الديون السيادية الأوروبية
- أزمة ديون الحكومة اليونانية
- الأزمة المالية الأيرلندي
- الأزمة الاقتصادية البرتغالية

### أمريكا اللاتينية
- إعادة هيكلة الديون الأرجنتينية
- أزمة ديون أمريكا اللاتينية

### أمريكا الشمالية
- أزمة سقف الديون في الولايات المتحدة عام 2011
- أزمة سقف الديون في الولايات المتحدة عام 2013